# Мікроконтактна спектроскопія
Мікроконтактна спектроскопія (МКС) (англ. Point-contact spectroscopy)— спектроскопія елементарних збуджень у металах за допомогою точкових контактів, розмір (діаметр) яких d менше довжини енергетичної релаксації (пробігу) електронів. Відкрита 1974 року І. К. Янсоном у Фізико-технічному інституті низьких температур НАН України (м. Харків) при вимірюванні вольт-амперних характеристик (ВАХ) тунельних переходів метал-діелектрик-метал, що містили металеві мікромістки (закоротки) в бар'єрному шарі . Теорію МКС було побудовано І.О. Куліком, О.М. Омельянчуком і Р.І. Шехтером .
МКС обумовлена енергетичною дуплікацією нерівноважних носіїв заряду (електронів) у мікроконтактах при низьких температурах (kТ<< eV) — явищем, що полягає в утворенні під дією електричного зсуву V двох груп нерівноважних носіїв із максимальними енергіями, що різняться на величину eV. Спостереження та теоретичне пояснення цього явища було зареєстровано, як відкриття «Диплом № 328. Явление перераспределения энергии носителей заряда в металлических микроконтактах при низких температурах» (автори Ю.В. Шарвін, И.К. Янсон, И.О. Кулик, А.Н. Омельянчук, Р.И. Шехтер) . Релаксація такого розподілу призводить до нелінійної ВАХ, перша похідна від якої пропорційна частоті непружного розсіювання електронів, а друга — мікроконтактній функції взаємодії електронів з іншими квазічастинками з енергією (ħω= eV). У випадку електрон-фононної взаємодії (ЕФВ) при Т→0 та d<<l :
| {\displaystyle {\frac {1}{R_{0}}}~{\frac {{\rm {d}}R(V)}{{\rm {d}}V}}={\frac {8ed}{3\hbar v_{\rm {F}}}}g_{ps}(\omega )\|_{\hbar \omega =eV},} | (1) |

де R = dV/dl (V), {\displaystyle R_{0}} - опір Шарвіна, νF  — швидкість Фермі, g(ω) — мікроконтактна функція ЕФВ. Остання відрізняється від тунельної функції ЕФВ (функції Еліашберга) наявністю вагового множника, який враховує кінематику процесів розсіювання електронів у мікроконтакті певної форми. Мікроконтактна функція ЕФВ має вигляд :
{\displaystyle {{g}_{pc}}(\omega )={\frac {1}{{\left(2\pi \hbar \right)}^{3}}}{\frac {\int {\frac {{dS}_{\vec {p}}}{{v}_{p}}}\int {\frac {{\text{d}}{{S}_{{\vec {p}}'}}}{{v}_{{p}'}}}W({\vec {p}},{\vec {p}}')\delta (\omega -{{\omega }_{{\vec {p}}-{\vec {p}}'}})K({\vec {p}},{\vec {p}}')}{\int {\frac {{\text{d}}{{S}_{\vec {p}}}}{{v}_{p}}}}},}
де {\displaystyle W({\overrightarrow {p}},{\overrightarrow {p}}')} — квадрат матричного елементу переходу електронів зі стану з імпульсом {\displaystyle {\overrightarrow {p}}} до стану з імпульсом {\displaystyle {\overrightarrow {p}}'} при розсіюванні на фононі з енергією ħω, {\displaystyle K({\overrightarrow {p}},{\overrightarrow {p}}')} — геометричний фактор Кулика, нормований на середнє по кутах значення. Інтегрування проводиться по станах на Фермі поверхні (ФП). Мікроконтактна функція ЕФВ враховує кінематику процесів розсіювання в контактах чітко визначеної геометрії, а також пружне розсіювання електронів на статичних дефектах у приконтактній області. За аналогією з іншими функція ЕФВ визначається інтегральним параметром ЕФВ у мікроконтакті λ:
| {\displaystyle \lambda =2\int _{0}^{\infty }{\frac {g_{pc}(\omega )}{\omega }}{\rm {d}}\omega } |

що за порядком величини дорівнює іншим параметрам ЕФВ у даному металі. Вираз (1) аналогічний і для взаємодії електронів із магнонами, екситонами та іншими квазічастинками. Коло об'єктів, які вивчають методом МКС, містить різні інтерметалеві сплави та сполуки зі змінною валентністю, системи з важкими ферміонами, кондо-ґратки та кондо-домішки, низькорозмірні провідники, традиційні та високотемпературні надпровідники та інші актуальні матеріали.